# Abbaye de Grüssau-Wimpfen
L'abbaye de Grüssau était un monastère fondé à Bad Wimpfen en 1947 par la congrégation de Beuron. L'abbaye était initialement composée de moines bénédictins chassés de l'abbaye de Krzeszów, située en Silésie, quand la région ne devait plus être allemande après la Seconde Guerre mondiale. Elle était située dans l'ancien Stift, à Bad Wimpfen, avant que la communauté subsistante ne soit transférée à l'abbaye de Neuburg, près de Heidelberg, dans la mesure où il ne restait que peu de ses membres en 2004.

## Histoire
Les moines bénédictins allemands du cloître d'Emmaüs doivent quitter Prague après la Première Guerre mondiale. En 1919, ils s'installent dans l'ancienne abbaye cistercienne de Grüssau en Silésie. Ce monastère ferme pendant la Seconde Guerre mondiale. Après la guerre, l'abbaye est d'abord restituée, mais les moines allemands sont également expulsés de Silésie en mai 1946. Des groupes de moines plus importants vont d'abord dans les abbayes de Gerleve, Neresheim, Maria Laach et Neuburg.
Comme une grande partie des Silésiens déplacés vont dans le nord de l'Allemagne, les bénédictins cherchent d'abord un emplacement approprié pour une nouvelle abbaye. Après l'échec de ces plans, la convention réunie à Neuburg le 1er juillet 1947 décide de reprendre le Stift à Bad Wimpfen, qui avait été abandonné en 1803 et que le gouvernement du Land de Hesse avait proposé à la propriété le 12 mai 1947. À leur installation le 1er août 1947, les moines créent un immeuble d'habitation dans la partie ouest du cloître gothique de la collégiale, l'ancien magasin abbatial. En 1949, les moines louent une ferme voisine, et plus tard des bâtiments de ferme sont ajoutés au bâtiment du monastère.
Au début des années 1950, les moines récupèrent trois des sept cloches coulées en 1935 par Petit et Edelbrock pour l'abbaye de Krzeszów, qui avait transportées à Hambourg en 1941 pour y être fondues. Cependant, les cloches sont trop grandes pour les clochers de Wimpfen, elles sont vendues en 1952 à l'église Sainte-Cécile de Mosbach, où la sonnerie fut perdue pour l'effort de guerre.
Au début, les tâches pastorales dans l'abbaye comprennent, en plus du travail régional sur le site, des voyages pastoraux dans des régions d'Allemagne, en particulier dans le nord de l'Allemagne, où des soins pastoraux sont fournis aux déplacés de Silésie. Des journaux permettent de conserver le lien avec les laïcs expulsés. Le travail régional comprend des tâches pastorales à l'hôpital de Neckarsulm ainsi que des aides le dimanche et confessionnelles dans des paroisses de la région. Dans les années 1960, après la retraite de l'ancien prêtre catholique, la pastorale catholique de Bad Wimpfen revient à l'ordre de Saint-Benoît. Les conférences de la jeunesse silésienne des guildes d'Eichendorff et les conférences annuelles de l'Association des nobles catholiques de Silésie se poursuivent à Wimpfen.
En 1961, l'abbaye est agrandie par la donation d'une maison abbatiale baroque sur la Lindenplatz voisine. En 1963-1964, de nouveaux bâtiments sont construits pour la bibliothèque du monastère, la sacristie, la salle de conférence et la maison d'hôtes. L'église du stift, qui appartient au diocèse de Mayence, est entièrement rénovée en 1964 et 1969. Après cette rénovation notamment, les tâches pastorales de l'abbaye sont dans une certaine mesure également des tâches de tourisme dans l'église visitée par de nombreux visiteurs pour son intérêt historique.
Le premier abbé de Wimpfen est Albert Schmitt (1894-1970). L'abbé Laurentius Hoheisel (1923-2008) lui succède en 1969, il démissionné en 1997. En janvier 2004, une affiliation a lieu, initialement limitée à cinq ans. En octobre 2006, la communauté ne compte que quatre moines. Le vieil abbé Laurentius Hoheisel va dans une maison de soins infirmiers pour personnes âgées, le prieur Odo, qui lui a succédé, va avec les bénédictins de Kellenried, le père Paulus n'est plus sur place et le frère Michael va à l'abbaye de Neuburg. Le siège de l'abbaye de Grüssau est transféré à Heidelberg, puisque l'abbé Franziskus Heereman est également abbé de Neuburg.
La communauté qui reste à Bad Wimpfen d'un clerc séculier et de laïcs exploitent une maison d'enseignement et de réunion jusqu'à fin 2007. Le 1er janvier 2008, l'ordre de Malte reprend le parrainage pour continuer l'abbaye de Bad Wimpfen en tant que centre spirituel. Ce centre est dirigé par la théologienne Ingrid Orlowski à partir de 2012. Le bureau du district de l'Ordre et un centre d'accueil pour les jeunes sont aussi sur les lieux de l'abbaye.